# Nanque
Der Nanque war ein kleines Gewichtsmaß auf Madagaskar und ein Edelstein-, Gold- und Silbergewicht. Das Maß gehörte zu den kleinsten Maßen auf der Insel. Ein ähnliches Maß war der Nanqui. Er war etwa ½ Skrupel schwer. Beide Maße wurden oft gleichgesetzt.
- 1 Nanque = 6 Gran = 2/5 Gramm
- 1 Sompi = 1 ⅓ Vari = 3 War = 6 Sakabr/Sacares/Skrupel = 12 Nanki/Nanqui/Nanque = 3,824 Gramm